# Heihachirō Ōkawa
Heihachirō Ōkawa (大川平八郎, Ōkawa Heihachirō) est un acteur japonais né le 9 septembre 1905 et mort le 27 mai 1971.

## Biographie
Heihachirō Ōkawa apparait dans plus de 70 films japonais entre 1933 et 1968, notamment sous la direction de Mikio Naruse ainsi que dans quelques films occidentaux comme Le Pont de la rivière Kwaï.

## Filmographie partielle
- 1933 : Ongaku kigeki: Horoyoi jinsei (音楽喜劇 ほろよひ人生?) de Sotoji Kimura
- 1935 : Trois sœurs au cœur pur (乙女ごころ三人姉妹, Otome-gokoro sannin shimai?) de Mikio Naruse : Aoyama
- 1935 : Ma femme, sois comme une rose (妻よ薔薇のやうに, Tsuma yo bara no yo ni?) de Mikio Naruse : Seiji, le fiancé de Kimiko
- 1935 : Cinq types au cirque (サーカス五人組, Sakasu gonin-gumi?) de Mikio Naruse : Kokichi
- 1935 : La Fille dont on parle (噂の娘, Uwasa no musume?) de Mikio Naruse : Shintaro
- 1936 : Le Chemin parcouru ensemble (君と行く路, Kimi to yuku michi?) de Mikio Naruse : Asaji Amanuma
- 1936 : Une avenue au matin (朝の並木路, Ashita no namikimichi?) de Mikio Naruse : Ogawa
- 1937 : Les Larmes d'une femme (女人哀愁, Nyonin aishu?) de Mikio Naruse : Masuda
- 1937 : Les Vicissitudes de la vie I (禍福 前篇, Kafuku zenpen?) de Mikio Naruse
- 1937 : Les Vicissitudes de la vie II (禍福 後篇, Kafuku kōhen?) de Mikio Naruse
- 1938 : Tsuruhachi et Tsurujiro (鶴八鶴次郎, Tsuruhachi Tsurujiro?) de Mikio Naruse
- 1938 : Gekka no Wakamusha (月下の若武者?) de Nobuo Nakagawa
- 1940 : Jusqu’au jour du mariage (嫁ぐ日まで, Totsugu hi made?) de Yasujirō Shimazu
- 1940 : Quartier de femmes (女の街, Onna no machi?) de Tadashi Imai : Shinjiro le mari d'Ine
- 1940 : La Promesse des sœurs (姉妹の約束, Shimai no yakusoku?) de Satsuo Yamamoto
- 1940 : Le Ciel en flammes (燃ゆる大空, Moyuru ōzora?) de Yutaka Abe
- 1941 : La Lune de Shanghai (上海の月, Shanhai no tsuki?) de Mikio Naruse : Takeshi Yoshino
- 1942 : La Jeunesse de l'espoir (希望の青空, Kibo no aozora?) de Kajirō Yamamoto : Okada
- 1942 : L'Homme qui attendait (待って居た男, Matte ita otoko?) de Masahiro Makino
- 1942 : Les Guirlandes des mers du Sud (南海の花束, Nankai no hanataba?) de Yutaka Abe
- 1942 : La Victoire des ailes (翼の凱歌, Tsubasa no gaika?) de Satsuo Yamamoto
- 1951 : Tokyo dossier 212 (Tokyo File 212) de Dorrell McGowan
- 1951 : La Danseuse (舞姫, Maihime?) de Mikio Naruse : Koyama
- 1952 : L'Agitation du matin (朝の波紋, Asa no hamon?) de Heinosuke Gosho
- 1953 : Taiheiyō no washi (太平洋の鷲?) d'Ishirō Honda
- 1954 : Tout sur moi (わたしの凡てを, Watashi no subete o?) de Kon Ichikawa
- 1954 : L'Ange du samedi (土曜日の天使, Doyobi no tenshi?) de Kajirō Yamamoto
- 1955 : Nuages flottants (浮雲, Ukigumo?) de Mikio Naruse : Isha
- 1955 : L'Histoire de l'amour (愛の歴史, Ai no rekishi?) de Kajirō Yamamoto
- 1955 : La Haine des yeux bridés (Three Stripes in the Sun) de Richard Murphy
- 1957 : Le Pont de la rivière Kwaï (The Bridge on The River Kwai) de David Lean : le capitaine Kanematsu
- 1958 : Le vent ne sait pas lire (The Wind Cannot Read) de Ralph Thomas : le Lieutenant Nakamura
- 1959 : Le Singe-pèlerin (孫悟空, Son go kū?) de Kajirō Yamamoto
- 1961 : Marines, en avant ! (Marines, Let's Go!) de Raoul Walsh : Yoshida
- 1962 : Les 47 Rōnin (忠臣蔵 花の巻 雪の巻, Chūshingura: Hana no maki, yuki no maki?) de Hiroshi Inagaki : Kyūdayū Mase
- 1963 : Kokusai himitsu keisatsu: shirei dai hachigo (国際秘密警察 指令第８号?) de Toshio Sugie : Quyen
- 1964 : Ghidrah, le monstre à trois têtes (三大怪獣 地球最大の決戦, San daikaijū: Chikyu saidai no kessen?) d'Ishirō Honda : astronome
- 1968 : Les envahisseurs attaquent (怪獣総進撃, Kaijū sōshingeki?) d'Ishirō Honda : un ingénieur